# Cameron Kerry
Cameron Forbes Kerry, né le 6 septembre 1950, est un homme politique américain.

## Biographie
Frère de John Kerry, il est secrétaire au Commerce des États-Unis par intérim en 2013.

## Sources
- (en) Cet article est partiellement ou en totalité issu de l’article de Wikipédia en anglais intitulé « Cameron Kerry » (voir la liste des auteurs).